# An Chấn
An Chấn là một xã thuộc huyện Tuy An, tỉnh Phú Yên, Việt Nam.
Xã An Chấn có diện tích 13,28 km², dân số năm 1999 là 9057 người, mật độ dân số đạt 682 người/km².